# 松阪郵便局
松阪郵便局（まつさかゆうびんきょく）は、三重県松阪市にある郵便局。民営化前の分類では集配普通郵便局であった。

## 概要
住所：〒515-8799 三重県松阪市南町178-1

### 併設施設
- ゆうちょ銀行松阪店（名古屋支店松阪出張所）：取扱店番号220060

## 沿革
- 1872年5月11日（明治5年4月5日） - 松坂本町に松坂[1]郵便取扱所として開設[2][3]。
- 1873年（明治6年）4月1日 - 郵便集配を開始[2]。
- 1874年（明治7年）1月 - 松坂郵便役所となる[2][4]。
- 1875年（明治8年）1月1日 - 松坂郵便局（三等）となる。翌日より為替取扱を開始[2]。
- 1878年（明治11年）7月10日 - 貯金取扱を開始[5]。
- 1880年（明治13年）6月15日 - 本町に局舎を新築、電信事務を開始[6]。
- 1890年（明治23年）5月16日 - 松坂郵便電信局となる[7]。
- 1890年（明治23年）7月1日 - 欧文電報および欧字またはアラビア数字を記入した和文電報の取扱を開始[8]。
- 1891年（明治24年）4月16日 - 電信為替事務を開始[9]。
- 1893年（明治26年）2月21日 - 小包郵便取扱を開始[10]。
- 1903年（明治36年）4月1日 - 通信官署官制の施行に伴い松坂郵便局となる[11]。
- 1906年（明治39年）6月1日 - 特定三等局となる[12]。
- 1907年（明治40年）10月24日 - 新町に局舎を移転[12]。
- 1908年（明治41年）4月1日 - 電話通話事務を開始[13]。
- 1908年（明治41年）11月1日 - 電話交換業務を開始[14][15]。
- 1911年（明治44年）8月11日 - 日野町に局舎を新築移転[16][15][17]。
- 19xx年 - 松阪郵便局に改称。
- 1922年（大正11年）8月16日 - 二等局となる[18]。
- 1923年（大正12年）5月7日 - 中町に局舎を新築移転[19][20]。同年5月3日に落成式を挙行[21][22]。
- 1935年（昭和10年）5月26日 - 松阪市新座町に松阪郵便局電話分室を新築、本局より移転[23][24]。
- 1949年（昭和24年）2月21日 - 新座町の電話分室が松阪郵便局から分離し松阪電話局となる[25]。同年6月1日に松阪電報電話局となる[26]。
- 1951年（昭和26年）6月16日 - 中町の局舎改築工事が完了、落成式を挙行[26][27]。
- 1956年（昭和31年）9月21日 - 電話通話および和文電報受付事務の取扱を開始[28]。
- 1967年（昭和42年）10月23日 - 松阪市中町から、同市南町に移転[29]。殿町の保険分室を廃止し本局へ統合[30]。同年10月18日に落成式を挙行[31][32]。
- 1968年（昭和43年）10月21日 - 櫛田郵便局から和文電報配達事務を移管。
- 1991年（平成3年）6月24日 - 局舎の建て替え工事が完了、新局舎での営業開始[33]。同年6月21日に落成式を挙行[34][35]。
- 1998年（平成10年）9月1日 - 外国通貨の両替および旅行小切手の売買に関する業務取扱を開始。
- 2007年（平成19年）3月5日 - 東黒部郵便局、櫛田郵便局、大河内郵便局、六軒郵便局からそれぞれ「515-01xx」「515-02xx」「515-11xx」「515-21xx」区域の集配業務を移管[36]。
- 2007年（平成19年）10月1日 - 民営化に伴い、併設された郵便事業松阪支店、ゆうちょ銀行松阪店に一部業務を移管。
- 2012年（平成24年）10月1日 - 日本郵便株式会社発足に伴い、郵便事業松阪支店を松阪郵便局に統合。
- 2015年（平成27年）2月2日 - 大石郵便局から「515-12xx」区域の集配業務を移管。
- 2016年（平成28年）3月12日 - 郵便ポストから取集された郵便物の消印押印業務のみ四日市西郵便局へ移管。これにより、松阪市内の郵便ポストから収集された郵便物には、「四日市西」の消印が押印される。

## 取扱内容

### 松阪郵便局
- 郵便、印紙、ゆうパック、内容証明
- 生命保険、バイク自賠責保険、自動車保険、がん保険、引受条件緩和型医療保険
- 「515-00xx」「515-01xx」「515-02xx」「515-08xx」「515-11xx」「515-12xx」「515-21xx」区域（松阪市＝合併以前からの松阪市域の一部、旧一志郡三雲町域の全域）の集配業務
- ゆうゆう窓口

### ゆうちょ銀行松阪店
- 貯金、貸付、為替、振替、振込、国際送金、外貨両替、トラベラーズチェック、国債、投資信託、変額年金保険
- ATM

## 周辺
- オークワ松阪長月店
- 来迎寺

## アクセス
- JR紀勢本線・名松線、近鉄山田線 松阪駅（西口）から徒歩約15分
- 三重交通バス 愛宕町停留所および茶与町停留所からそれぞれ約200m
- 伊勢自動車道 松阪ICから東へ約6km
- 国道42号沿い
- 駐車場あり：17台